# El Pocito, Guanajuato
El Pocito är en ort i Mexiko.   Den ligger i kommunen Apaseo el Alto och delstaten Guanajuato, i den centrala delen av landet, 190 km nordväst om huvudstaden Mexico City. El Pocito ligger 2 121 meter över havet och antalet invånare är 698.
Terrängen runt El Pocito är kuperad västerut, men österut är den platt. Runt El Pocito är det ganska tätbefolkat, med 207 invånare per kvadratkilometer. Närmaste större samhälle är Apaseo el Alto, 6,3 km norr om El Pocito. I omgivningarna runt El Pocito växer huvudsakligen savannskog.